# Porta Mascarella
La Porta Mascarella (pôrta dla Mascarèla en dialecte bolonais) est l'une des portes de l'ancienne enceinte médiévale de Bologne. Elle se trouve au bout de la rue du même nom, à l'intersection avec les viali di Circonvallazione et juste avant le pont de la via Stalingrado.

## Histoire
Elle doit son nom au village du même nom, lui-même nommé d'après le terme mascarella du XIIIe siècle, qui désignait autrefois la fraude dans les contrats à Bologne. Le terme est mentionné dans le Statut de la Compagnia dei Macellari, qui l'interdit. A cette époque, le marché aux bestiaux avait lieu près du village, ou Montagnola, et il est à présumer que les cas de fraude étaient de nature à justifier le nom.
La porte a été construite en 1300 sur la route qui menait à Dozza. Fabriquée en brique, c'est la porte qui conserve le mieux son aspect d'origine.
Fermée plusieurs fois puis réactivée, elle est dotée en 1354 d'un pont-levis. La porte fut alors vraisemblablement fermée, puisqu'en 1381 les habitants de la région furent autorisés à la rouvrir et à la fortifier à leurs frais. En 1511, le toit est construit, éliminant ainsi la tour qui la surplombait. Au cours des siècles, elle a subi plusieurs modifications, tout en conservant la structure principale intacte. Comme les autres portes de la ville, la Porta Mascarella a fait l'objet d'importants travaux de restauration entre 2007 et 2009.